# Thyene hesperia
Thyene hesperia es una especie de araña saltarina del género Thyene, familia Salticidae. Fue descrita científicamente por Simon en 1909.
Habita en Guinea y Nigeria.